# Schkeuditz
Schkeuditz je velké okresní město v německé spolkové zemi Sasko. Nachází se v zemském okrese Severní Sasko a má přibližně 19 tisíc obyvatel.

## Historie
První písemná zmínka pochází z roku 981, kdy je zmiňováno město Scudici s farním kostelem. Název Schkeuditz se v písemných pramenech vyskytuje prvně roku 1562. Od roku 2008 je součástí zemského okresu Severní Sasko a od 1. ledna 2020 má status velké okresní město.

## Přírodní poměry
Schkeuditz se nachází na severozápadním okraji města Lipsko v Lipské nížině na hranici spolkových zemí Sasko a Sasko-Anhaltsko. Důležitými vodními toky jsou Weiße Elster a vodní kanál Neue Luppe, podél nichž se rozkládá přírodní rezervace Luppeaue (Luppská louka). Městem prochází severojižním směrem dálnice A9 a východozápadním směrem dálnice A14. Severně od samotného Schkeuditz se nachází Letiště Lipsko/Halle.

## Správní členění
Schkeuditz se dělí na 10 místních částí:
- Dölzig
- Freiroda
- Gerbisdorf
- Glesien
- Hayna
- Kleinliebenau
- Kursdorf
- Radefeld
- Schkeuditz
- Wolteritz

## Pamětihodnosti
- Art Kapella Schkeuditz
- evangelický kostel svatého Albana
- římskokatolický kostel svatého Albana